# Chioselia
Chioselia è un comune della Moldavia situato nel distretto di Cantemir di 2.401 abitanti al censimento del 2004

## Località
Il comune è formato dall'insieme delle seguenti località: (popolazione 2004)
- Chioselia (1.549 abitanti)
- Ţărăncuţa (852 abitanti)